# NGC 5223
NGC 5223 este o galaxie eliptică situată în constelația Câinii de Vânătoare. A fost descoperită în 1 mai 1785 de către William Herschel. Se află la o distanță de 105,39 megaparseci de Pământ.